# Arabis serrata
Arabis serrata är en korsblommig växtart som beskrevs av Adrien René Franchet och Paul Amédée Ludovic Savatier. Arabis serrata ingår i släktet travar, och familjen korsblommiga växter. Inga underarter finns listade i Catalogue of Life.